# Friedensbund Deutscher Katholiken
Le Friedensbund Deutscher Katholiken était une association pacifiste de la République de Weimar fondée en 1919 et ayant pour but de propager la paix en s'appuyant sur la parole du Christ.